# Верстег, Кес
Корнелис Хенрикус Мария Верстег более известный как Кес Верстег (нидерл. Kees Versteegh; род. в 1947 году) — нидерландский лингвист и арабист, автор множества научных трудов по арабскому языку.

## Биография
Кес Верстег окончил Университет Неймегена в 1977 году, предметом его докторской диссертации стало влияние греческого языка на арабский язык. До 1987 года занимал должность преподавателя на кафедре ближневосточных исследований, затем перевёлся в Нидерландский институт в Каире, где проработал около двух лет. Кес Верстег вернулся в Университет Неймегена в 1989 году, а в 2011 году стал профессором в отставке.
До апреля 2011 года был профессором исламоведения и арабского языка в Университете Неймегена в Нидерландах.